# Phonogram
Die Phonogram GmbH war ein deutsches Tonträgerunternehmen, das 1972 aus der 1968 von Philips gegründeten Schallplattenfirma Phonogram Tongesellschaft mbH hervorging und zur PolyGram-Holding gehörte.
Phonogram produzierte und vertrieb in Deutschland Tonträger der Labels Philips und Fontana sowie u. a. auch der ausländischen Labels Casablanca, Mercury und Vertigo. Außerdem wurden erfolgreich Kinder- und Jugend-Hörspiele veröffentlicht, auch auf dem speziellen Label Fass.
In den 1980er-Jahren produzierte Phonogram unter anderem Alben und Singles von Yello, Palais Schaumburg, ABC, Bon Jovi, Soft Cell, The Fall, Kiss und Nina Hagen. Zu den Artists-and-Repertoire-Managern von Phonogram gehörte auch der deutsche Musiker Klaus Voormann. Mittlerweile ist die Firma in der Universal Music Group aufgegangen.
Der Sitz der Firma war von 1974 bis 1984 der Rödingsmarkt 14 in Hamburg; nach 1989 war der Firmensitz in Köln.